# Lucerna (kanton)
Lucerna (niem. Luzern, gsw. Lozärn, fr. Lucerne, wł. Lucerna, rm. Lucerna) – kanton w środkowej Szwajcarii. Jego stolicą jest miasto Lucerna (Luzern).
Najwyższym szczytem w kantonie jest Brienzer Rothorn, o wysokości 2 350 m n.p.m.

## Demografia
Językiem urzędowym kantonu jest język niemiecki. Językami z najwyższym odsetkiem użytkowników są:
- język niemiecki – 88,9%,
- język serbsko-chorwacki – 2,1%,
- język włoski – 1,9%[2].

## Podział administracyjny
Kanton składa się z sześciu okręgów (Wahlkreis), które dzielą się na 80 gmin (Gemeinde):
| Nazwa okręgu | Liczba mieszkańców 31 grudnia 2021 | Powierzchnia km² | Liczba gmin |
| ------------ | ---------------------------------- | ---------------- | ----------- |
| Entlebuch    | 23 336                             | 424,59           | 9           |
| Hochdorf     | 74 724                             | 177,37           | 13          |
| Luzern-Land  | 106 450                            | 187,58           | 17          |
| Luzern-Stadt | 82 922                             | 29,11            | 1           |
| Sursee       | 77 068                             | 273,07           | 19          |
| Willisau     | 55 826                             | 337,43           | 21          |